# Giro dell’Emilia Donne
Giro dell’Emilia Donne – kobiecy kolarski wyścig jednodniowy rozgrywany we Włoszech od 2014. Odbywa się co roku w październiku. W 2014 posiadał kategorię 1.2, a w latach 2015–2019 zaliczany był do kategorii 1.1. Od 2020 należy do UCI Women’s ProSeries.
Jego trasa wiedzie wokół Bolonii, w regionie Emilia-Romania. Najwięcej zwycięstw odnotowała Włoszka Elisa Longo Borghini, która triumfowała czterokrotnie.
Oprócz wyścigu kobiecego rozgrywany jest również wyścig męski, należący do cyklu UCI ProSeries.

## Zwycięzcy
Opracowano na podstawie:
| Rok  | Pierwsze                  | Drugie                 | Trzecie               |
| ---- | ------------------------- | ---------------------- | --------------------- |
| 2014 | Rossella Ratto            | Edwige Pitel           | Giorgia Bronzini      |
| 2015 | Elisa Longo Borghini      | Ashleigh Moolman-Pasio | Amber Neben           |
| 2016 | Elisa Longo Borghini      | Ashleigh Moolman-Pasio | Alena Amialusik       |
| 2017 | Tatiana Guderzo           | Rasa Leleivytė         | Rossella Ratto        |
| 2018 | Rasa Leleivytė            | Arlenis Sierra         | Cecilie Uttrup Ludwig |
| 2019 | Demi Vollering            | Elisa Longo Borghini   | Nikola Nosková        |
| 2020 | Cecilie Uttrup Ludwig     | Rasa Leleivytė         | Pauliena Rooijakkers  |
| 2021 | Margarita Victoria García | Arlenis Sierra         | Rachel Neylan         |
| 2022 | Elisa Longo Borghini      | Veronica Ewers         | Sofia Bertizzolo      |
| 2023 | Cecilie Uttrup Ludwig     | Marta Cavalli          | Juliette Labous       |
| 2024 | Elisa Longo Borghini      | Évita Muzic            | Juliette Labous       |
| 2025 |                           |                        |                       |